# Собор Святой Троицы (Сан-Франциско)
Собор Святой Троицы (англ. Holy Trinity Cathedral) — православный храм Тихоокеанского Центрального благочиния Западно-Американской епархии Православной церкви в Америке в городе Сан-Франциско в штате Калифорния. Богослужения проводятся на английском языке (редко на церковно-славянском языке). Место пребывания кафедры предстоятеля Западно-Американской епархии Православной церкви в Америке.

## История
Православный приход в Сан-Франциско был основан 2 декабря 1857 года. 2 сентября 1867 года приход вошёл в состав Греко-Русско-Славянской Православной Восточной Церкви и благотворительного общества. В эти годы в православных общинах области залива Сан-Франциско несли пастырское служение флотские священники Российской империи с кораблей, которые нередко заходили в местный порт. На Пасху 1868 года в Сан-Франциско был направлен православный священник-миссионер с Аляски, иерей Николай Ковригин, который остался в городе и нёс пастырское служение до своего возвращения в Российскую империю в 1879 году. Другой священник-миссионер с Аляски, протоиерей Павел Кедроливанский был первым настоятелем прихода в Сан-Франциско.
В 1872 году епископ Иоанн (Митропольский) передал приходу в Сан-Франциско здание резиденции архиерея Алеутских островов и Аляски. В том же году в нём была учреждена архиерейская кафедра и освящена соборная церковь во имя Святого Александра Невского. За свою историю храм был также освящён во имя Святителя Николая, Святителя Василия Великого и Святой Троицы. С 1898 по 1905 год в нём нёс архиерейское служение святитель Тихон (Белавин). Кафедру в соборе занимали митрополит Феофил (Пашковский), архиепископ Иоанн (Шаховской) и епископ Василий (Родзянко).
Среди священников, служивших в храме, были протоиерей Владимир Николаевич Вечтомов (1845—1870) — священник-миссионер с Аляски, протоиерей Владимир Сакович (ум. 1931) — борец с обновленчеством и «ангел-хранитель» русских беженцев, протоиерей Роман Аркадьевич Штурмер — ветеран Первой мировой войны, протоиерей Георгий Михайлович Бенигсен (1915—1993) — активный участник Русского студенческого христианского движения.

## Описание
Современное здание собора построено в 1909 году. Прежнее здание храма было разрушено во время землетрясения в Сан-Франциско в 1906 году. На колокольне собора находятся колокола, пять из которых были подарены приходу в 1888 году императором Александром III, а два колокола переплавлены из старых, пострадавших во время бывших пожаров. Большое паникадило и икона святителя Николая Чудотворца были также подарены собору императором Николаем II. В ризнице собора хранятся архиерейские облачения, монашеский пояс и молитвослов святителя Тихона, патриарха Московского и всея России. Современный иконостас был написан в древнерусском стиле иконописцем Дмитрием Школьником.